# Dendrocopos hyperythrus

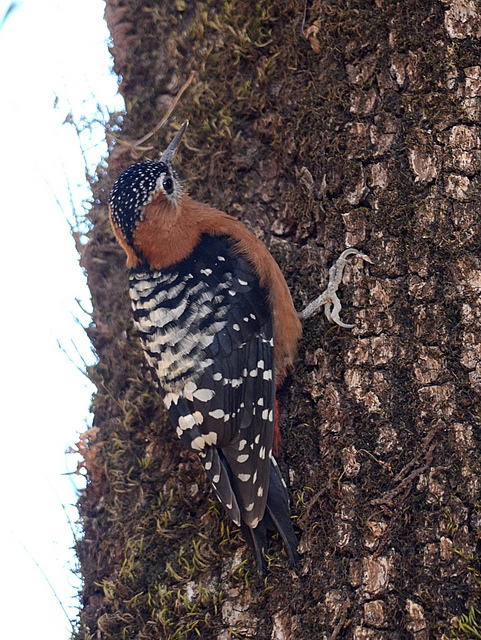
Una femmina.

Il picchio panciarossiccia (Dendrocopos hyperythrus (Vigors, 1831)) è un uccello della famiglia dei picchi (Picidae) diffuso in Asia. Alcuni autori collocano la specie all'interno del genere Hypopicus.

## Descrizione

### Dimensioni
Misura 20-25 cm di lunghezza per un peso che varia tra i 40-53 g delle sottospecie D. h. hyperythrus e D. h. annamensis e i 53-74 g delle forme D. h. marshalli e D. h. subrufinus.

### Aspetto
Maschi e femmine presentano un leggero dimorfismo sessuale. Nei primi, la sommità della testa, fino alla parte posteriore del collo, è di colore rosso intenso, mentre nelle seconde questa zona è di colore grigio-nerastro, con alcuni punti bianchi. In entrambi i sessi, il petto e la regione addominale presentano una colorazione che va dal rosso-bruno opaco all'arancio-bruno intenso, la cui intensità può essere variabile. Sulle ali è presente uno straordinario disegno di macchie bianche su sfondo nero. La faccia è grigio-biancastra. Le lunghe penne della coda, di colore scuro, sono a forma di cuneo e servono da supporto quando il volatile si sposta lungo i tronchi degli alberi. Le sotto-caudali sono rossastre. Il ramo superiore del becco è nerastro, mentre quello inferiore è giallastro; l'iride è rosso-marrone. Zampe e piedi sono grigiastri.

## Biologia

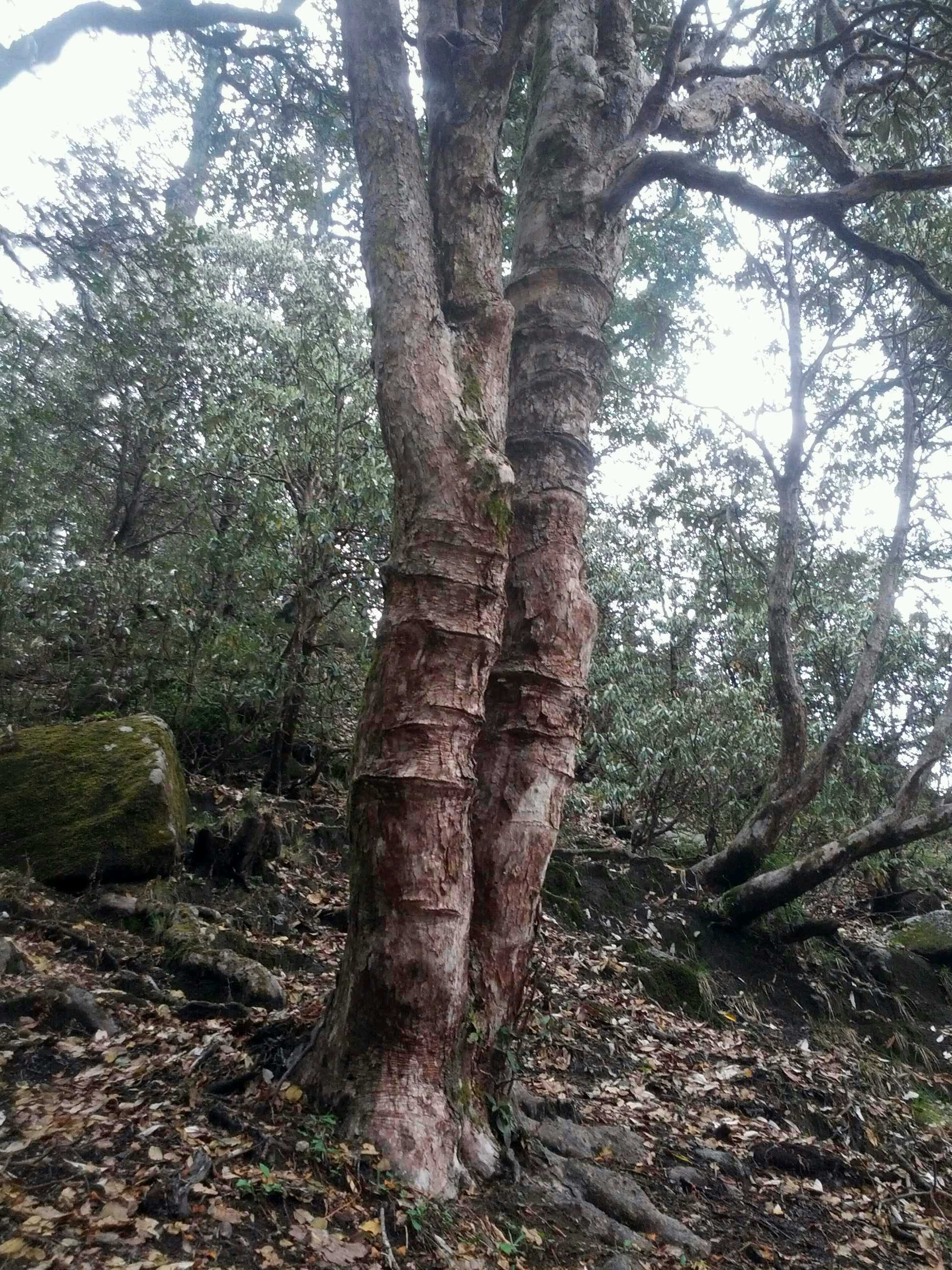
Serie di anelli su un tronco d'albero, prodotti da un picchio alla ricerca di linfa.

### Alimentazione
Questi uccelli, che vivono di solito da soli o in coppia, si nutrono di vari insetti, soprattutto formiche (Formicidae), che rappresentano circa il 60% della dieta. Occasionalmente consumano anche bruchi e larve di coleottero, che vengono portati allo scoperto da sotto la corteccia con potenti colpi di becco. Talvolta la dieta viene integrata anche con frutti e, in primavera, con la linfa degli alberi. I tronchi degli alberi che sono stati sfruttati intensamente nella ricerca di linfa presentano tutta una serie di segni a forma di fori, anelli, colonne o perline.

### Riproduzione
In Bhutan, India e Nepal la stagione della nidificazione ha luogo tra aprile e maggio, mentre nel Sud-est asiatico si protrae da marzo a maggio. Il nido, come quello di altri picchi, è costituito da una cavità scavata nel tronco di un albero ad altezze comprese tra uno e sei metri sopra il livello del terreno. Generalmente esso si trova nel tronco di alberi di latifoglie, ma non è raro trovare nidi anche nel tronco dei pini (Pinus). Nella cavità del nido vengono deposte quattro o cinque uova. I dati riguardanti la durata della cova e l'età dei giovani all'involo non sono ancora stati registrati. Entrambi i genitori si dedicano all'alimentazione dei giovani, portando loro il cibo nel nido. Al termine della stagione della nidificazione, in agosto o settembre, gli esemplari della sottospecie D. h. subrufinus si dirigono verso le regioni meridionali e sud-orientali della Cina per trascorrere l'inverno. Alcuni esemplari erratici sono stati segnalati come ospiti invernali anche in Giappone, Corea, Siberia occidentale e sud-orientale e Mongolia nord-orientale.

## Distribuzione e habitat
Il picchio panciarossiccia vive generalmente in foreste miste; in Pakistan predilige le foreste di pioppo dell'Himalaya (Populus ciliata). In Cina è stato segnalato fino a 4300 metri di altitudine.
La specie è presente dall'India settentrionale al Sud-est asiatico, nonché nell'Asia orientale.

## Tassonomia
Ne vengono riconosciute quattro sottospecie:
- D. h. marshalli (Hartert, 1912), diffusa nel nord dell'India, ai piedi dell'Himalaya, e nel nord del Pakistan;

- D. h. hyperythrus (Vigors, 1831), presente in Cina sud-occidentale e nella fascia di territorio che va dal Nepal al Myanmar, oltre che nel nord della Thailandia;

- D. h. subrufinus (Cabanis e Heine, 1863), diffusa nel nord-est della Cina e in Corea;

- D. h. annamensis (Kloss, 1925), diffusa nelle regioni meridionali dell'Indocina.

## Conservazione
Nelle aree in cui abita, il picchio panciarossiccia non è minacciato da alcun tipo di pericolo e viene pertanto classificato come «specie a rischio minimo» (Least Concern) dalla IUCN. Solo in Pakistan l'abbattimento degli alberi di latifoglie per l'utilizzo nell'alimentazione degli animali domestici ha fatto sì che oggi tali aree siano dominate da foreste di conifere, un habitat non adatto alla sopravvivenza del picchio panciarossiccia.